# Run Devil Run
Run Devil Run je jedenácté sólové studiové album anglického hudebníka Paula McCartneyho. Vydáno bylo v říjnu roku 1999 společností Parlophone a jeho producentem byl spolu s McCartneym Chris Thomas. Nahráno bylo od března do května toho roku ve studiu Abbey Road Studios. Deska obsahuje převážně coververze písní z padesátých let, ale také tři McCartneyho originály napsané ve stylu ostatních písní. V hitparádě Billboard 200 se album umístilo na 27. místě.

## Seznam skladeb
1. „Blue Jean Bop“ – 1:57
2. „She Said Yeah“ – 2:07
3. „All Shook Up“ – 2:06
4. „Run Devil Run“ – 2:36
5. „No Other Baby“ – 4:18
6. „Lonesome Town“ – 3:30
7. „Try Not to Cry“ – 2:41
8. „Movie Magg“ – 2:12
9. „Brown Eyed Handsome Man“ – 2:27
10. „What It Is“ – 2:23
11. „Coquette“ – 2:43
12. „I Got Stung“ – 2:40
13. „Honey Hush“ – 2:36
14. „Shake a Hand“ – 3:52
15. „Party“ – 2:38
16. „Fabulous“ (bonus) – 2:16

## Obsazení
- Paul McCartney – zpěv, baskytara, kytara, perkuse
- David Gilmour – kytara, doprovodné vokály
- Mick Green – kytara
- Ian Paice – bicí, perkuse
- Pete Wingfield – klávesy, klavír, varhany
- Dave Mattacks – bicí, perkuse
- Geraint Watkins – klavír
- Chris Hall – akordeon